# Ohad Cohen
Ohad Cohen (hebreiska: אוהד כהן) född 1975, är en israelisk fotbollsmålvakt Han spelar (2013) för det israeliska laget Hapoel Kfar Saba.